# 笹尾光彦
笹尾 光彦（ささお みつひこ）は日本の画家。洗練された洒落た色彩感覚で「赤の画家」として知られる。個展「花のある風景」を毎年開催、2024年に第27回を迎えた。

## 略歴・人物
静岡市出身。日本画家の父、笹尾好一の影響で、幼い頃より絵に興味を持つ。高校時代、美大入試のために美術教師大村政夫のアトリエに通い、デッサンに励んだ。1959年、静岡県立静岡高等学校卒業。多摩美術大学図案化卒業。大手印刷所デザイナー、外資系広告代理店クリエイティブディレクター、制作担当副社長を務め、広告業界で活躍。その間ヨーロッパ、特にパリへ何度も足を運んだ。仕事のかたわら絵を描き始め、56歳で本格的に画家になる決心をし、1997年11月、画家として独立。1998年12月、Bunkamura Galleryにて「第1回 笹尾光彦展 花のある風景」を開催。赤を基調に、花や身近にある風景を描いた。以降、毎年11月にBunkamura Galleryにて個展「笹尾光彦展」を開催。2022年11月、赤の画家 25th Anniversary 第25回 笹尾光彦展「花のある風景」を開催。

## 著書
- 『パリの花屋さん。』 笹尾光彦 画 リトルモア 2007.11